# Nicht noch ein Teenie-Film!
Nicht noch ein Teenie-Film! ist eine Filmparodie von Joel Gallen aus dem Jahr 2001. Der Film persifliert Klischees, die aus amerikanischen Teenie-Filmen bekannt sind.

## Handlung
An der John Hughes High School wettet Jake, der beliebteste Kerl der Schule, mit dem arrogant auftretenden Austin, dass er Janey zur Ballkönigin machen kann. Seine Schwester Catherine, die ihren Bruder inzestuös liebt, gibt ihm Tipps, er schläft dafür mit ihr. Das Vorhaben erscheint gewagt, da Janey die äußerlich unattraktive Außenseiterin darstellt. Aber Jake erkennt ihre wahren Qualitäten, und die beiden Jugendlichen verlieben sich. Als er ihr schließlich von der Wette erzählt, verlässt sie ihn schwer enttäuscht.
Sie will nach Paris fliegen, um dort Kunst zu studieren, Jake kann sie allerdings noch im letzten Augenblick zurückhalten und ihr seine Liebe gestehen. So kommen die beiden am Schluss doch noch zusammen.

## Wissenswertes
- Paul Gleason, der den Rektor Richard Vernon spielt, spielte diese Figur auch in dem Film The Breakfast Club.
- Molly Ringwald (die wie Paul Gleason in The Breakfast Club eine Hauptrolle hatte), spielt eine Gastrolle als Flugbegleiterin. Des Weiteren wird ein Ausschnitt eines Filmes gezeigt, in dem sie eine Rolle hatte.
- Lyman Ward spielt Jakes Vater Mr. Wyler; er spielte Ferris Buellers Vater in Ferris macht blau
- Josh Radnor (Ted Mosby aus der Serie How I Met Your Mother) hat drei kurze Auftritte.
- Melissa Joan Hart (Sabrina Spellman aus der Serie Sabrina – Total Verhext!) hat ebenfalls einen kurzen Auftritt.
- Eine Coverversion des Liedes Never Let Me Down Again von den The Smashing Pumpkins läuft im Film.

## Parodie
Die Haupthandlung des Films ist an Eine wie keine angelehnt, allerdings werden auch zahlreiche weitere Filme des Genres parodiert.
- Eine wie keine
- 10 Dinge, die ich an Dir hasse
- Final Destination
- American Beauty
- Girls United
- Grease
- American Pie – Wie ein heißer Apfelkuchen
- Pleasantville
- Eiskalte Engel
- Der zuckersüße Tod
- Der Frühstücksclub
- Die unglaubliche Reise in einem verrückten Flugzeug
- Ich kann’s kaum erwarten!
- Pretty in Pink
- Road Trip
- The Waterboy
- Zurück in die Zukunft
- Ungeküsst
- Varsity Blues
- Ferris macht blau
- Das darf man nur als Erwachsener
- Karate Kid
- Sabrina – Total Verhext! (Serie)
- Das A-Team (Serie)
- Lockere Geschäfte
- Almost Famous – Fast berühmt

## Kritiken
Nicht noch ein Teenie-Film wurde von Kritikern überwiegend negativ aufgenommen, beim US-amerikanischen Kritikerportal Rotten Tomatoes fallen nur 31 % der Kritiken positiv aus. Die Mehrheit des Publikums war dagegen positiv angetan. Zwar habe der Film einige witzige Momente, doch müssten die Zuschauer Fäkal- und Sexhumor tolerieren.
Das Lexikon des internationalen Films schrieb: „Misslungener Versuch einer Parodie auf die aktuellen Teen-Filme, deren Plot sich aus Versatzstücken der größten Erfolge des Genres zusammensetzt, dabei aber deren Herzlichkeit im Umgang mit den Charakteren demonstrativ meidet. Stattdessen setzt der Film die Figuren einer Eskalation des Ekels aus, die das Fehlen jeglicher Komik kaschieren soll, und treibt mitleidlos ein perverses Spiel mit der Ausbeutung.“

## Auszeichnungen
- Nominierung für den Teen Choice Award 2002